# Scatella maculosa
Scatella maculosa är en tvåvingeart som beskrevs av Canzoneri och Menghini 1969. Scatella maculosa ingår i släktet Scatella och familjen vattenflugor.
Artens utbredningsområde är Kongo. Inga underarter finns listade i Catalogue of Life.